# Германская военная администрация во Франции
Оккупация Франции — оккупация территории бывшей Третьей французской республики и её колоний войсками Германии и Италии. Оккупация началась с вторжения Германии 10 мая 1940 и Италии 10 июня 1940 и закончилась в августе 1944 года после падения Вишистского правительства и освобождения Франции.

## История
Оккупация проводилась в несколько этапов.
22 июня 1940 года было подписано Второе Компьенское перемирие, по условиям которого 2/3 территории Франции (всё Атлантическое побережье и Париж) отходило под немецкую оккупацию, а оставшаяся, южная территория метрополии и все колонии перешли под контроль коллаборационистского правительства маршала Филиппа Петена. Демаркационная линия между, так называемой, свободной зоной и оккупированной зоной фактически являлась границей, для пересечения которой требовалось специальное разрешение и пропуск (Laissez-passers) от немецких властей.
Эльзас и Лотарингия были аннексированы непосредственно нацистской Германией, северные департаменты Франции (Нор, Па-де-Кале) были объединены с Бельгией в Рейхскомиссариат Бельгия-Северная Франция (нем. Reichskommissariat Belgien-Nordfrankreich). 

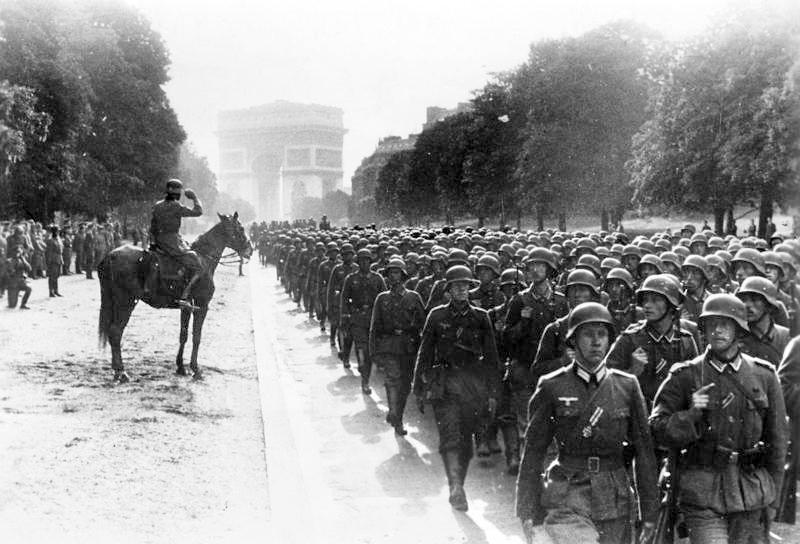
Германские солдаты входят в Париж. 14 июня 1940 года

После потери практически всех колоний Виши (их переход на сторону Свободной Франции) и угрозе высадки в Южной зоне Германия произвела военную агрессию против вишистского правительства и оккупировала Южную зону в ноябре 1942 года, а Италия расширила свою оккупационную зону. (т. н. Операция «Антон», нем. Unternehmen Anton).
Летом 1941 состоялась Сирийско-Ливанская операция, в результате которой от вишистских войск были освобождены Сирия и Ливан.
8 ноября 1942 Соединённые Штаты и Великобритания предприняли успешную высадку в Северной Африке — Операцию «Факел» (англ. Operation Torch). Видя патовую ситуацию вишистских войск в регионе, а также отказ Италии и Германии в поддержке, руководители Виши в Северной Африке пошли на сговор с союзниками, предложив влиятельному командиру Франсуа Дарлану сформировать автономное правительство на подконтрольных ему территориях, что было сделано, несмотря на протесты Французского сопротивления.

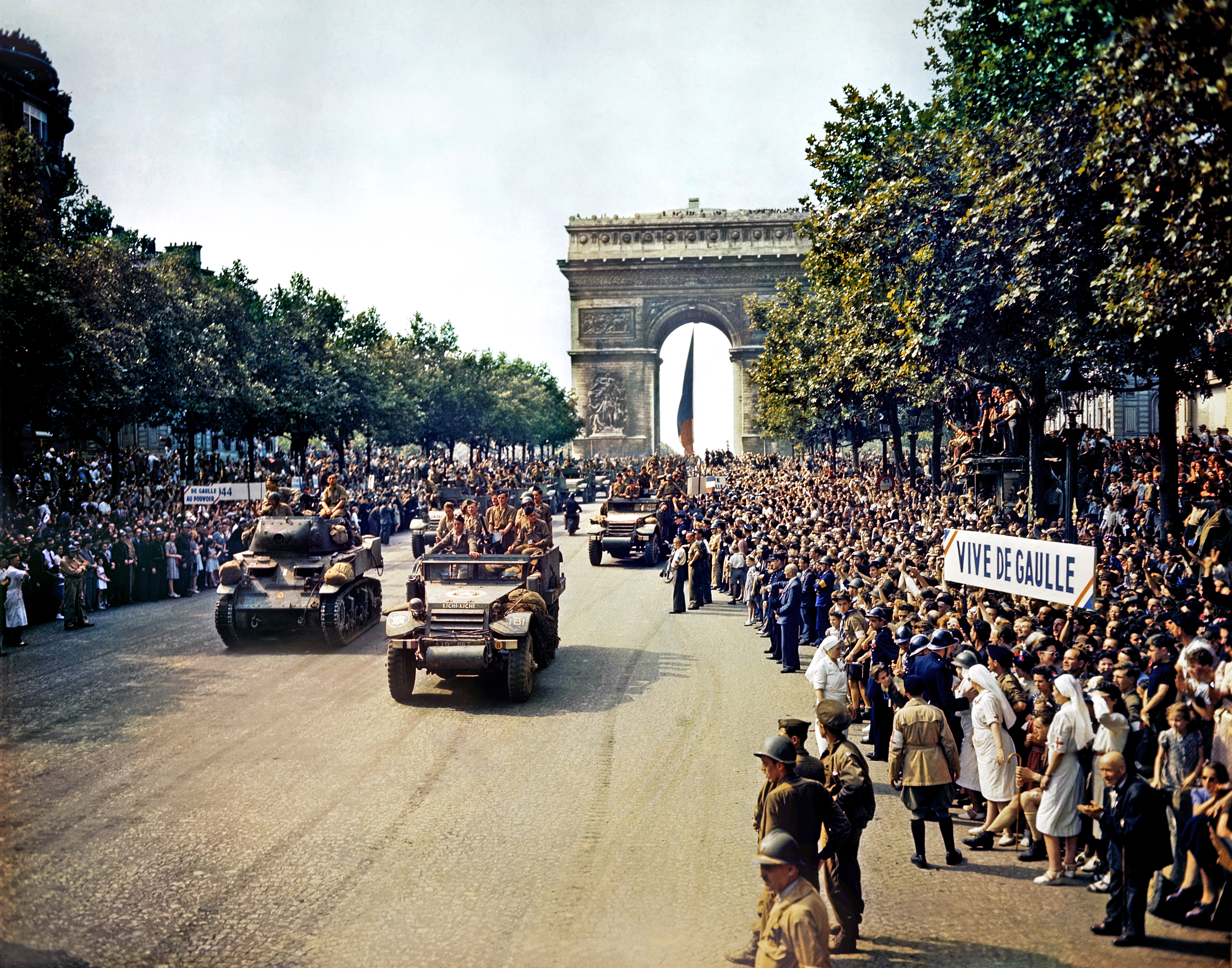
Освобождённый Париж, август 1944 года

С постепенным падением нацистской Германии в августе 1944 союзники приступили к освобождению непосредственно французской метрополии от немецких войск и многочисленных коллаборационистских формирований, подконтрольных правительству Виши.

## Список военных комиссаров
- Отто фон Штюльпнагель (1940—1942)
- Карл фон Штюльпнагель (1942—1944)
- Карл Китцингер[нем.] (1944)